# 상하이문두 EC (파라주)
상하이문두 이스포르치 클루비(포르투갈어: São Raimundo Esporte Clube) 또는 상하이문두는 브라질 파라 주 산타렝을 연고로 하는 축구 클럽이다. 연고지 파라 주의 약어를 따 상하이문두-PA라고도 표기된다. 1944년 1월 9일 창단하였으며, 2009년 캄페오나투 브라질레이루 세리이 D 초대 우승팀이다. 구단의 최대 라이벌은 상프란시스쿠 FC이다.

## 수상
- 캄페오나투 브라질레이루 세리이 D
  - 우승 (1) : 2009